# 阿部美幸
阿部美幸（日语：あべ 美幸，1972年1月4日—），日本女性漫畫家。宫城县出身。作品以耽美类为主。1994年发表出道作《LOST CHILD》。画風清新唯美，擅长塑造类型的美少年形象，代表作是连载于月刊《最爱》上的长篇青春校园喜剧《微忧青春日记》。

## 移籍事件
於2009年宣佈休載的《八犬傳－東方八犬異聞－》，於2010年12月27日發行的《TresTres》上宣佈將在角川書店旗下的《Ciel》2011年3月號起恢復連載。同年12月29日，時任冬水社社長的東宮千子亦在blog上對此作出說明，宣佈阿部美幸在冬水社的所有作品均在售完後不會再版。

## 作品
- 明明白白一顆心、原名《Sweet vs Home》、（冬水社、全1冊、大然出版社）
- 天旋地转爱一生、原名、（冬水社、全1冊、角川書店、大然出版社）
- 落花飘羽双生缘、原名《LOST CHILD》、（冬水社、全1冊、角川書店、大然出版社）
- 微热纯爱少年样、讓你愛上我、原名、（冬水社、全4冊、角川書店、大然出版社、台灣角川書店）
- 末世纪叛逆天使、原名《ＷＨＩＺ　ＫＩＤ》、（冬水社、全6冊、大然出版社）
- 微忧青春日记、原名、（冬水社、全26冊、大然出版社、尚禾出版社）
- 八犬傳－東方八犬異聞－、原名、（冬水社、13冊[1-40.5話]、大然出版社、尚禾出版社、角川書店、13冊，1-10卷收入[1-40.5話]內容）
- SUPER LOVERS（角川書店、1~11冊待續）
- 初戀、原名、《Sweet vs Home》改題加筆作、（角川書店、全1冊）

### 其他
- 複製原画集 
  - （冬水社、全1冊）
  - （冬水社、全1冊）
- （冬水社、全1冊）

## 外部連結
- （日語） 阿部美幸的部落格 （页面存档备份，存于）